# Jodok Hösli
Jodok Hösli (auch Jodokus Höslin; * um 1592 in Glarus; † 31. Mai 1637 in Pfäfers) war ein Schweizer Benediktiner sowie Abt des Klosters Pfäfers im Kanton St. Gallen.

## Leben
Jodok Hösli wurde als Sohn des Landeshauptmanns Fridolin Hösli geboren. Er legte 1606 sein Ordensgelübde ab und war ab 1610 Theologiestudent an der Universität Dillingen. 1616 erhielt er seine Priesterweihe und war von 1623 bis 1626 Administrator.
1626 wurde er zum Abt des Klosters Pfäfers ernannt. Er verkörperte die Katholische Reform und den Barockhumanismus und stand mit vielen Vertretern des zeitgenössischen Geistesleben, so unter anderem mit Johannes Guler von Wyneck, in Verbindung; unter ihm erlebte die Abtei die erste barocke Blüte.
1630 liess er das Thermalwasser von der Quelle, die als die «Königin aller Heilquellen» im 17. Jahrhundert galt, an den leichter zugänglichen Ausgang der Taminaschlucht leiten, wo im gleichen Jahr das Alte Bad Pfäfers errichtet wurde. Die neue Badeeinrichtungen und ein Gutachten des Arztes Paracelsus machten die Therme in ganz Europa bekannt; die letzten Gäste beherbergte das Bad Pfäfers in der Saison 1969. Der Kurbetrieb verlagerte sich nach der Schliessung in den Kurort Bad Ragaz.
1631 transferierte er die Reliquien des vermeintlichen Klostergründers St. Pirmin aus Innsbruck nach Pfäfers.
Jodok Hösli zählte zu den bedeutendsten Äbten der Barockzeit im Kloster Pfäfers.